# Cladobotryum verticillatum
Cladobotryum verticillatum är en svampart som först beskrevs av Heinrich Friedrich Link, och fick sitt nu gällande namn av S. Hughes 1958. Cladobotryum verticillatum ingår i släktet Cladobotryum och familjen Hypocreaceae.   Inga underarter finns listade i Catalogue of Life.